# Bizagi
 Bizagi — програмний пакет з двох взаємодоповнюючих продуктів: Process Modeler і BPM Suite.
Bizagi Process Modeler — безкоштовний застосунок, що використовується для опису діаграм і документування процесів на основі нотації BPMN.
Bizagi BPM Suite – це BPM- і Workflow- рішення, яке дозволяє організаціям автоматизувати процеси/потоки робіт. Пропонуються Xpress Edition (версія початкового рівня),  а також дві версії корпоративного рівня - Enterprise .NET і Enterprise JEE.
Розробник пакету: Bizagi Limited – приватна компанія, створена у 1989 році. Назва компанії є скороченням від «business agility».

## Характеристики
- Bizagi Process Modeler

Bizagi BPMN Process Modeler – це безкоштовний застосунок для опису діаграм і документування процесів на основі стандартизованої нотації BPMN. Описи процесів можуть бути експортовані в Word, PDF, Visio, Web або SharePoint  для спільного використання та обговорення.
- Bizagi BPM Suite

Пакет включає два інструмента: Bizagi Studio, який є модулем розробки, і Bizagi BPM Server - сервер для виконання і управління процесами. 
У Bizagi Studio користувач визначає модель, пов'язану з бізнес-процесом (блок-схема, бізнес-правила, інтерфейс користувача тощо). Моделі зберігаються в базі даних і потім використовуються сервером Bizagi BPM Server при виконанні процесів. Bizagi BPM Server виконує вебзастосунок і підтримує для кінцевих користувачів робочий портал.
Пакет Bizagi BPM Suite має такі характеристики: графічне відстеження і моніторинг в реальному часі, попередження і сповіщення, аналіз продуктивності, звітність, аудит, маршрутизація та балансування навантаження. Він також може бути інтегрований з CRM і ERP системами.

## Застосунки
Bizagi може використовуватись для автоматизації складних процесів. З сайту можна завантажити набір шаблонів виконуваних процесів. Серед таких шаблонів: управління службою технічної підтримки, управління процесом за методологією «Six Sigma», заявка на отримання кредиту, підписка страхового полісу, транзакційні процеси.

## Визнання та нагороди
- Позиціонується Gartner, Inc. як «Cool vendor» у звіті про BPMS [6]
- Позиціонується в магічному квадранті BPMS, при оцінюванні топ-25 постачальників, що пропонують міжрегіональні, міжгалузеві BPMS.[7] [8]

- «Gold award for Excellence» у галузі «BPM & Workflow» в Північній Америці, 2012. [9]
- 2 золоті медалі за найкращий BPM проєкт в регіонах Близького Сходу, Африки і тихоокеанського регіону.[10]
- 2 золоті медалі за найкращий BPM проєкт в Європі [11] [12]
- «Gold award for Excellence» у галузі «BPM & Workflow» в Центральній Америці, 2012.[9]
- Золота нагорода за найкращий BPM проєкт у Південній і Центральній Америці.[13]
- Всі нагороди Bizagi [Архівовано 22 березня 2012 у Wayback Machine.]